# Wilhelm Schwarze

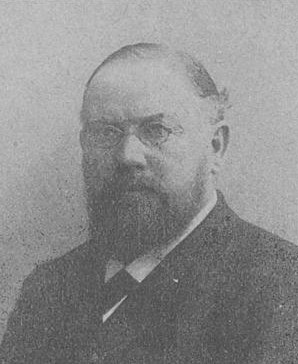
Wilhelm Schwarze, um 1908

Carl Heinrich Wilhelm Schwarze (* 24. August 1851 in Brilon; † 8. Januar 1937 in Ostercappeln) war ein Jurist und Politiker des Zentrums, Mitglied des Reichstages und des preußischen Landtages. 

## Leben und Beruf
Schwarze besuchte das Gymnasium in seiner Heimatstadt und ging zwischen 1869 und 1872 zum Studium der Rechtswissenschaften nach Marburg und Berlin. Anschließend leistete er als Einjährig-Freiwilliger seinen Militärdienst ab und brachte es dabei bis zum Leutnant. Es folgte der übliche juristische Karriereweg: 1872 Referendar und 1877 Gerichtsassessor. Im November 1877 wurde Schwarze Kreisrichter in Essen und zwei Jahre später Amtsrichter. In gleicher Funktion war er von 1881 bis 1884 in Oelde beschäftigt, anschließend folgten als Dienstorte Rüthen und Münster. Schließlich wurde er zum Geheimen Justizrat ernannt.

## Politik und Mandate
Politisch gehörte Schwarze der Zentrumspartei an und saß seit 1911 im Provinzialausschuss dieser Partei in Westfalen. Mit der Partei hat sich Schwarze auch wissenschaftlich, publizistisch auseinandergesetzt. Seit Juni 1893 bis zum Ende des Kaiserreichs vertrat Schwarze den Wahlkreis Lippstadt-Brilon (Arnsberg 8) im Reichstag. Von 1894 bis 1918 saß er außerdem im Preußischen Abgeordnetenhaus als Vertreter des Wahlkreises Regierungsbezirk Arnsberg 7 (Lippstadt – Arnsberg – Brilon). Ausweislich seiner Schriften hat sich Schwarze nicht zuletzt mit Fragen der Kolonialpolitik beschäftigt.
Schwarze war strikt antisozialdemokratisch eingestellt, gleichzeitig war er sozialpolitisch interessiert und hat sich in seinem Wahlkreis durchaus für die Interessen der Arbeiter eingesetzt. So trat er während eines erbittert geführten Streiks der Arbeiter der Chemiefabrik in Brilon-Wald gegen die Firma „Hüstener Gewerkschaft“ als Vermittler auf. Außerdem war er Berichterstatter für das Sauerland zur Lage der Sauerländer Wanderhändler des Vereins für Socialpolitik.

## Schriften (Auswahl)
- Vergangenheit und Zukunft des Centrums im Reichstage ; Histor.-statist. Studie. Berlin, 1897
- Was unsere Arbeiter vom socialdemokratischen Zukunfts-Staate zu erwarten haben. Berlin, 1895.
- Parteien und Kolonialpolitik. In: Die Vorträge der Reichstagsabgeordneten: Wilhelm Schwarze-Lippstadt [und anderer]. Berlin, 1916.
- Deutsch-Ost-Afrika. Berlin, 1907.
- Der Sauerländer Hausiererhandel. In: Verein für Sozialpolitik: Untersuchungen über die Lage des Hausierergewerbes in Deutschland. Bd. 1, Leipzig, 1898. S. 193–206.